# 天野太郎 (キュレーター)
天野 太郎 (あまの たろう、1955年 - ）は、日本のキュレーター。

## 経歴
- 1955年 大阪生まれ。
- 1982年 同志社大学文学部美学・芸術学専攻卒業[1]
- 1982年 - 1987年 北海道立近代美術館学芸員
- 1987年 - 1989年 横浜美術館開設準備室学芸員[2]
- 1989年 - 2015年 横浜美術館学芸員
- 2015年 - 2018年 横浜市民ギャラリーあざみ野主席学芸員
- 2022年 東京オペラシティ アートギャラリーチーフ・キュレーター[3]

## 人物
- 多摩美術大学、女子美術大学等の非常勤講師。美術評論家連盟所属。[4]
- 「札幌国際芸術祭 2020」統括ディレクター（2020年）
- 「横浜トリエンナーレ」キュレトリアル・ヘッド（2011年、2014年）
- 「横浜トリエンナーレ」キュレーター(2005)

## 企画

### 東京オペラシティ アートギャラリー
- 「石川真生―私に何ができるか」（2023年）

### 横浜市民ギャラリーあざみ野
- 「金川晋吾 長い間」（2018年）[5]
- 「新井卓 Bright was the Morning一ある明るい朝に」（2017年）

### 横浜美術館
- 「考えたときには、もう目の前にはない 石川竜一」（2016年）
- 「金氏徹平：溶け出す都市、空白の森」（2009年）
- 「アイドル！」(2006年)
- 「ノンセクト・ラディカル 現代の写真III」(2004年)
- 「奈良美智 I DON’T MIND, IF YOU FORGET ME.」(2001年)
- 「ルイーズ・ブルジョワ」（1997年）
- 「森村泰昌展　美に至る病―女優になった私」(1996年)
- 「戦後日本の前衛美術」（1994年）
- 「ニューヨーク・ニューアート チェース マンハッタン銀行コレクション」(1989年)

## 参考
- 北海道調査レポート（主席学芸員 天野太郎） - 横浜美術館ブログ
- VIA YOKOHAMA 天野太郎 Vol.38 | 創造都市横浜
- 天野 太郎Taro Amano - 札幌国際芸術祭
- 天野太郎（横浜美術館 主席学芸員）「美術は近くにありて思ふもの」Vol.4　言語を剥ぎ取った先の可能性　前編
- △特集： 天野太郎「アートにおける△ 」
- can curatorial attitudes become form? | HAPS | Page 5「05　天野太郎が語るルイーズ・ブルジョア」